# Huevos verdes con jamón
Huevos verdes con jamón es un superventas escrito por Dr. Seuss, publicado por primera vez el 12 de agosto de 1960. En el año 2001, según Publishers Weekly, fue el cuarto libro de mayor venta en idioma inglés para niños (novela) de todos los tiempos.
La historia ha aparecido en varios vídeos animados, como Dr. Seuss on the Loose (1973) protagonizado por Paul Winchell como la voz de Sam I Am (Juan Ramón en la versión en español) y de su compañero cuyo nombre no se menciona y  TV En (2019 y 2022) Netflix .

## Léxico
Huevos verdes con jamón es un libro para principiantes escrito en un lenguaje muy simple para lectores principiantes. El vocabulario del libro consiste solamente en 50 palabras diferentes, y fue el resultado de una apuesta entre Seuss y Bennett Cerf (editor Dr. Seuss).
Las 50 palabras son:
a (un), am (soy), and (y), anywhere (en cualquier lado), are (son), be (ser), boat (bote), box (caja), car (coche), could (podría), dark (oscuro), do (hacer), eat (comer), eggs (huevos), fox (zorro), goat (cabra), good (bueno), green (verde), ham (jamón), here (aquí), house (casa), I (yo), if (si), in (en), let (dejar), like (gustar), may (puede), me (yo), mouse (ratón), not (no), on (sobre), or (o), rain (lluvia), Sam, say (decir), see (ver), so (tan/así), thank (gracias), that (que), the (la/el), them (ellos), there (allí), they (ellos), train (tren), tree (árbol), try (probar), will (podrías), with (con), would (haría), you (tú/vos/usted).

## Repercusiones
En 1999, la Asociación Nacional de Educación de Estados Unidos realizó una encuesta con niños y profesores, en busca de los 100 libros más populares para niños. En la lista de los niños, Huevos verdes con jamón ocupó el tercer lugar, justo por encima de otro libro del Dr. Seuss, The Cat in the Hat; los profesores lo eligieron en cuarto lugar.
En el 2007, se realizó una encuesta vía Internet y se nombró a  como el cuarto libro en el "Top 100 de libros para maestros".
Fue uno de los "Top 100 de libros de imágenes" de todos los tiempos en una encuesta realizada en el 2012.

## Adaptaciones
Es la tercera historia de Seuss que fue televisada en Dr. Seuss on the Loose, que contó con la narración de El gato en el sombrero, The Sneetches y The Zax.
Tiene una serie de Netflix llamada como el cuento original.